# Сендайский сквер (Минск)
Сендайский сквер — парк культуры и отдыха в Минске.
Назван в честь японского города Сендай — города-побратима белорусской столицы Минска.

## Расположение
Расположен между улиц Мясникова и Немига, возле Белорусского государственного музыкального театра.

## История парка
Основан в 2002 году. В этом же году перед зданием Белорусского государственного музыкального театра установлены часы — подарок белорусской столице японским городом-побратимом Сендаем. Часы представляют собой вариант классических японских уличных часов от компании Citizen, которые работают на солнечных батареях. Их двойной циферблат показывает минское и сендайское время.
В 2007 году делегация мэрии Сендая посадила в сквере саженцы сакуры.
В 2008 году в сквере появились декоративные элементы, выполненные в восточном (японском) стиле.
30 июня 2009 года, в рамках проходящих Дней Сендая в Минске, состоялась церемония посадки в Сендайском сквере аллеи горной сакуры — символа Японии.

## Характеристика
Японская флора: аллеи горной сакуры (символа Японии).
Имеется скульптурная композиция «Батлейка», фонтан в виде декоративных масок, мостик с элементами бамбука.

## Транспорт
Остановка «Сендайский сквер»
Автобусы: 24, 38, 65, 73, 163.
Троллейбусы: 29, 37, 40, 46

## Фотогалерея

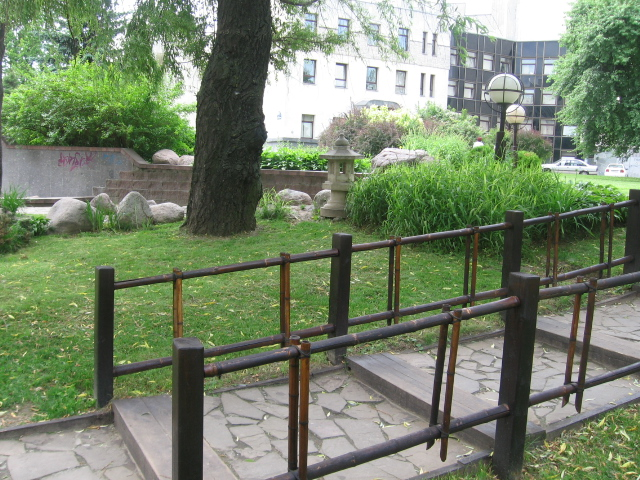
Вид на сквер с сакурой на заднем плане
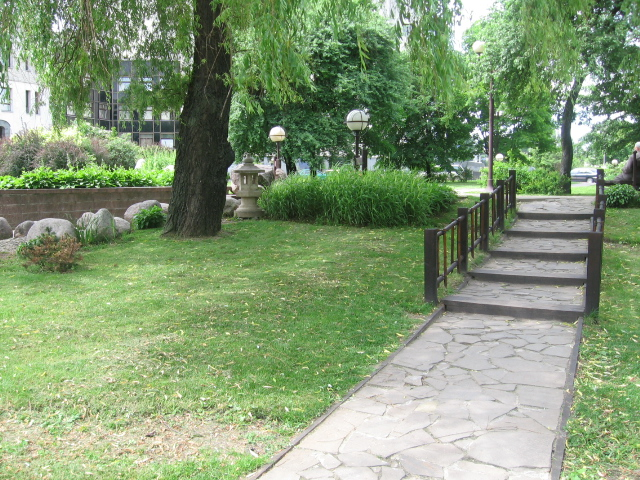
Бамбуковая лестница